# Géry-Jacques-Charles Leuliet
Géry-Jacques-Charles Leuliet (Richebourg-l'Avoué, 12 gennaio 1910 – Arras, 1º gennaio 2015) è stato un vescovo cattolico francese.

## Biografia
Monsignor Géry-Jacques-Charles Leuliet nacque a Richebourg-l'Avoué il 12 gennaio 1910.

### Formazione e ministero sacerdotale
Studiò al collegio "St-Bertin" di St-Omer e al seminario vescovile di Arras.
L'8 luglio 1933 fu ordinato presbitero per la diocesi di Arras. Dopo incarichi minori fu superiore del collegio "Saint-Pierre" di Calais dal 1941, decano di Notre Dame a Calais dal 1951, direttore delle opere diocesane dal 1953, vicario generale dal 1956 e arcidiacono delle zone rurali dal 1962.

### Ministero episcopale
Il 14 febbraio 1963 papa Giovanni XXIII lo nominò vescovo di Amiens. Ricevette l'ordinazione episcopale il 9 maggio successivo ad Arras dal vescovo di Arras Gérard-Maurice-Eugène Huyghe, coconsacranti l'arcivescovo metropolita di Sens René-Louis-Marie Stourm e il vescovo titolare di Blaundo Victor-Jean Perrin. Prese possesso della diocesi il 12 dello stesso mese. Partecipò a tre delle quattro sessioni del Concilio Vaticano II. Al termine di esso si adoperò per attuare in diocesi le decisioni prese. Riorganizzò la diocesi in diciassette decanati e fondò il Centre Daveluy ad Amiens per incoraggiare, accogliere e accompagnare tutte le vocazioni. Fu presidente della commissione episcopale del mondo rurale della Conferenza episcopale francese dal 1965 al 1971. Nel 1966 incoraggiò padre Henri-Marie Guilluy nella fondazione della Congregazione di Nostra Signora della Speranza che il 2 febbraio 1984 eresse in associazione diocesana. La particolarità di questa congregazione monastica benedettina è l'accogliere monaci disabili e malati.
Il 15 gennaio 1985 papa Giovanni Paolo II accettò la sua rinuncia al governo pastorale della diocesi per raggiunti limiti di età.
Il 13 maggio 2012, alla morte di monsignor Antoine Nguyên Van Thien, divenne il vescovo cattolico vivente più anziano.
Morì nella casa diocesana "San Vaast" di Arras il 1º gennaio 2015 all'età di quasi 105 anni, cedendo il titolo di vescovo più anziano del mondo a Peter Leo Gerety, nato nel 1912. Le esequie si tennero il 7 gennaio alle ore 14.30 nella cattedrale di Amiens. Al termine del rito fu sepolto nella cripta dello stesso edificio.

## Genealogia episcopale e successione apostolica
La genealogia episcopale è:
- Cardinale Scipione Rebiba
- Cardinale Giulio Antonio Santori
- Cardinale Girolamo Bernerio, O.P.
- Arcivescovo Galeazzo Sanvitale
- Cardinale Ludovico Ludovisi
- Cardinale Luigi Caetani
- Cardinale Ulderico Carpegna
- Cardinale Paluzzo Paluzzi Altieri degli Albertoni
- Papa Benedetto XIII
- Papa Benedetto XIV
- Papa Clemente XIII
- Cardinale Marcantonio Colonna
- Cardinale Giacinto Sigismondo Gerdil, B.
- Cardinale Giulio Maria della Somaglia
- Cardinale Carlo Odescalchi, S.I.
- Vescovo Eugène de Mazenod, O.M.I.
- Cardinale Joseph Hippolyte Guibert, O.M.I.
- Cardinale François-Marie-Benjamin Richard de la Vergne
- Vescovo Marie-Prosper-Adolphe de Bonfils
- Cardinale Louis-Ernest Dubois
- Arcivescovo Jean-Arthur Chollet
- Vescovo Héctor Raphaël Quilliet
- Vescovo Charles-Albert-Joseph Lecomte
- Cardinale Achille cardinale Liénart
- Vescovo Gérard-Maurice-Eugène Huyghe
- Vescovo Géry-Jacques-Charles Leuliet

La successione apostolica è:
- Vescovo Jean Cuminal (1975)